# ویسندین
ویسندین (به انگلیسی: Whissendine) یک روستا و محله مدنی در بریتانیا است که در راتلند واقع شده‌است. ویسندین ۱٬۱۸۹ نفر جمعیت دارد.